# Hilzinger
Hilzinger (Eigenschreibweise: hilzinger) ist eine mittelständische deutsche Unternehmensgruppe der Bauzulieferbranche mit Hauptsitz in Willstätt im Hanauerland bei Offenburg in Baden-Württemberg und zahlreichen europäischen Standorten. Sie produziert Fenstersysteme, Rollläden, Fensterläden, Jalousien, Antriebstechnik, Fensterbänke, Haus- und Innentüren aus Kunststoff, Holz, Kunststoff/Aluminium-Verbund und Aluminium. Das Unternehmen ist inhabergeführt und in Familienbesitz. Geschäftsführender Gesellschafter der Standorte in Deutschland und Tschechien ist Helmut Hilzinger, für die Standorte in Frankreich ist Mitgesellschafter Hans-Werner Hilzinger geschäftsführend.

## Unternehmen
Das Unternehmen wurde 1946 vom Vater Helmut Hilzingers als Glaserei sowie Holzfenster- und Sargschreinerei mit angegliedertem Bestattungsunternehmen gegründet. 1976 übernahm Glasermeister Helmut Hilzinger den Betrieb von den Eltern und begann auf Kunststofffenster umzustellen. Im Lauf der Jahre wurden mehrere Mitbewerber übernommen.
Die Gruppe verfügt (Stand: 2023) europaweit über 46 Standorte, davon 21 Produktionsstandorte, davon 16 in Deutschland (Willstätt in Baden-Württemberg, Angermünde und Hennigsdorf in Brandenburg, Boxberg/O.L., Meißen und Rossau in Sachsen, Rendsburg in Schleswig-Holstein, Magdeburg und Weißandt-Gölzau in Sachsen-Anhalt, Rheda-Wiedenbrück in Nordrhein-Westfalen sowie Fritzlar in Hessen). Die ausländischen Produktionsstätten befinden sich in Frankreich (Straßburg im Elsass, Pleslin in der Bretagne und Cholet im Pays de la Loire) und in Tschechien (Kraslice und Jičín). Hinzu kommen Verkaufsstandorte im mitteleuropäischen In- und Ausland. Hilzinger erwirtschaftete 2021 europaweit einen kumulierten Umsatz von 236,8 Mio. Euro. Damit zählt das Unternehmen zu den größten europäischen Herstellern von Fenstern und Türen.
Der Vertrieb erfolgt über mehrere Kanäle: regional begrenzt direkt an Privatkunden, indirekt über den Fachhandel in ganz Deutschland, Frankreich und der Schweiz, sowie direkt und indirekt über das Objekt-Geschäft.